# Neuhof (Breitungen)
Neuhof ist ein weilerartiger Ortsteil von Breitungen/Werra im Landkreis Schmalkalden-Meiningen in Thüringen.

## Lage
Der Weiler Neuhof liegt nordwestlich von Breitungen direkt an der Werra am Waldesrand der benachbarten westlichen Anhöhen. Die Kreisstraße 87 verbindet den Weiler mit Breitungen im Südwesten und Immelborn im Norden. Nördlich liegt das Naturschutzgebiet Forstloch-Riedwiesen.

## Geschichte
Am 10. Mai 1183 wurde der Ort erstmals urkundlich genannt.
1938 wurde Neuhof nach Breitungen eingemeindet.